# Batalla de Al-Shaykh Maskin (2015-2016)
La batalla de Al-Shaykh Maskin fue una ofensiva del ejército sirio (SAA) para capturar la ciudad de Al-Shaykh Maskin en la gobernación de Daraa y asegurar la carretera Daraa-Damasco.

## La batalla

### Captura de la Brigada 82 capturada y asalto a la ciudad
En la mañana del 27 de diciembre, la 15.ª Brigada de la 5ª División Blindada del Ejército Sirio lanzó la operación para capturar Al-Shaykh Maskin, atacando sus flancos norte y este. Durante los dos días siguientes, la fuerza aérea rusa (RuAF) llevó a cabo más de 80 ataques aéreos en la ciudad.
El 29 de diciembre, el Ejército tomó la base militar de la Brigada 82, en las afueras de Al-Shaykh Maskin, así como la parte norte de la propia ciudad. Las fuerzas SAA  perdieron temporalmente la base debido al mal tiempo, pero la volvieron a tomar durante la noche. Al día siguiente, las SAA continuaron con sus intentos de tomar el control total de Al-Shaykh Maskin y capturaron la parte oriental de la ciudad.  Esto los dejó en control de la mitad de Al-Shaykh Maskin. Llegaron a la plaza principal de la ciudad, así como a la Mezquita Al-'Umari (al norte del centro de la ciudad), mientras los rebeldes emitían una llamada de socorro pidiendo refuerzos. Los avances del Ejército fueron apoyados por otros 15 ataques aéreos rusos.
El ejército intentó avanzar más entre el 2 y el 4 de enero, cuando 43 ataques aéreos rusos más alcanzaron la ciudad.

### Fallido contraataque rebelde
El 5 de enero, los rebeldes lanzaron un contraataque hacia la base de la Brigada 82. Al mismo tiempo, la 15.ª Brigada, apoyada por unidades del NDF, continuó intentando avanzar hasta la colina Tal Hamad, al oeste de la ciudad, pero no tuvo éxito. En este punto, el ejército tenía el control del 55-60% de Al-Shaykh Maskin. Por la noche, el contraataque rebelde se estancó. Al día siguiente, los rebeldes renovaron su contraataque y asaltaron el perímetro sur del cuartel general de la Brigada 82. Sin embargo, finalmente, este segundo asalto también fracasó. La RuAF realizó 12 ataques aéreos a lo largo del día.
En la mañana del 8 de enero se lanzó un infructuoso tercer asalto rebelde contra los muros del complejo de viviendas de la Brigada 82. Fuentes rebeldes confirmaron que desde el inicio de la batalla habían sufrido "importantes pérdidas materiales y humanas", pero informaron que todavía se estaban preparando para hacer nuevos intentos de recuperar la base

### El ejército sirio captura Al-Shaykh Maskin
Entre el 9 y el 10 de enero, se llevaron a cabo 33 ataques aéreos contra Al-Shaykh Maskin.
El 11 de enero, las SAA capturaron un total de 17 edificios en la parte sur de la ciudad y dos días después, otros 35 edificios, tomando así la parte sur de la ciudad y dejándolos en control del 80 por ciento de Al-Shaykh Maskin.
Entre el 23 y el 24 de enero, los militares capturaron la escuela Al-Zaheriyah y sus alrededores, así como la ciudad de Al-Burj en las afueras de Al-Shaykh Maskin, después de que se llevaron a cabo más de 40 ataques aéreos. Sin embargo, los rebeldes pudieron recuperar la escuela. Aun así, los avances del Ejército continuaron a medida que tomaron el control de más posiciones en la ciudad, que incluían la Mezquita Al-Bassam, partes del vecindario Al-Diri y grandes secciones de la carretera Saydaliyat.

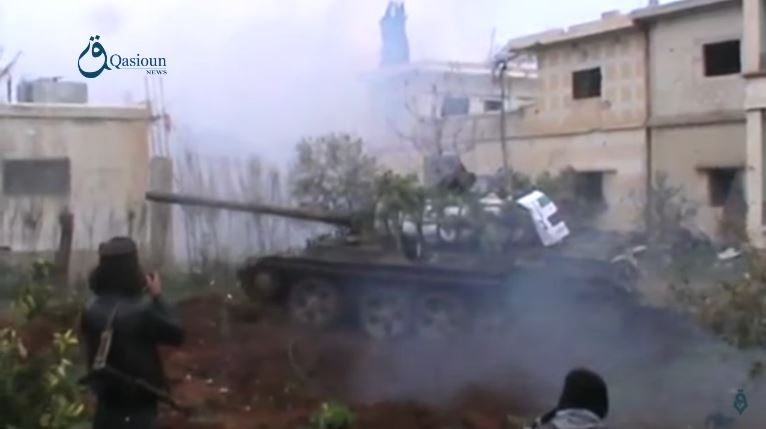
Tanque del Frente Sur durante la batalla.

Durante la noche anterior al 25 de enero, cuando se suponía que comenzaría el asalto final del Ejército, se envió un destacamento militar para capturar una altura que dominaba la ciudad, desde la cual los rebeldes pudieron detectar el ataque planeado por los militares desde el norte de la ciudad. La lucha fue intensa, pero una fuerte lluvia ayudó a la unidad del Ejército a subir la altura sin ser detectada. Luego, la unidad fue atacada desde tres lados, durante los cuales su comandante, Mohammed Fares, resultó herido. El destacamento logró aguantar la altura hasta que llegaron los refuerzos. 
A la mañana siguiente, el ejército sirio lanzó su operación desde el lado norte de la ciudad y avanzó rápidamente, uniéndose a las tropas que llegaban del este. La lucha comenzó a las 08:30 a. m., y poco después la 15.ª Brigada de las SAA capturó la Mezquita Al-'Umari. Los militares lograron avances en el vecindario noroccidental de Al-Shaykh Maskin, así como en otras partes de la ciudad, mientras eran cubiertos por 25 ataques aéreos. La lucha más dura del día tuvo lugar en el distrito de Al-Diri. Sin embargo, después de tomar Al-Diri, los rebeldes se quedaron con solo dos bloques bajo su control.  Los avances del Ejército también les permitieron monitorear todos los caminos que conducían desde la ciudad a otras áreas cercanas. Muchos rebeldes comenzaron a retirarse de la ciudad, principalmente hacia Ibta 'y Nawa. A las 10:30 pm, el ejército había limpiado a Al-Shaykh Maskin de toda resistencia rebelde. Al final de la batalla, el 70% de la ciudad se había vuelto inhabitable.

## Secuelas
El 27 de enero, el ejército tomó las estratégicas colinas de Tal Hamad y Tal Koum.